# Sarah Jane O'Neill
Pour les articles homonymes, voir O'Neill.
 (janvier 2019).
Sarah Jane O'Neill est une actrice britannique, également connue sous le nom de Sarah-Jane De Crespigny.

## Filmographie
- 2009 : Zombie Office : Zombi 13
- 2010 : The Legend of Dick & Dom (série TV) : une villageoise
- 2010 : The Ladies' Room : la patronne du bar
- 2010 : Baseline : clubber (non créditée)
- 2010 : Le Choc des Titans : Zealot / la mendiante (non créditée)
- 2010 : Robin des Bois : une villageoise de Nottingham / une Londonienne (non créditée)
- 2011 : Harry Potter et les Reliques de la Mort (partie 2) : une employée du ministère de la magie
- 2011 : Un jour : Lady'
- 2011 : War Horse : réfugiée française
- 2017 : Star Wars, épisode VIII : Les Derniers Jedi : une dame (non créditée)
- 2019 : Aylesbury Dead 2 : une scientifique